# صلاح الدين بن مبارك
صلاح الدين بن مبارك, ولد يوم 1 سبتمبر 1936 في مدينة باجة التونسيّة وتوفي يوم 22 جويلية 2014 في مدينة تونس, هو سياسي و رجل دولة و ديبلوماسي تونسي شغل عدة مناصب وزارية إضافة إلى منصب سفير في عدد من الدول.